# Gardiner (Nowy Jork)
Gardiner – miasto w Stanach Zjednoczonych, w stanie Nowy Jork, w hrabstwie Ulster.